# Epauletverfdrupje
Het epauletverfdrupje (Oxycera nigricornis) is een vliegensoort uit de familie van de wapenvliegen (Stratiomyidae). De wetenschappelijke naam van de soort is voor het eerst geldig gepubliceerd in 1812 door Olivier.